# Oddbjørn Hagen
Oddbjørn Hagen   (Engerdal, 3 de febrer de 1908 - Skedsmo, 25 de juny de 1983) fou un esportista noruec especialista en esquí de fons així com la combinada nòrdica.

## Biografia
Va néixer el 3 de febrer de 1908 a la població de Ytre Rendal, situada al comtat de Hedmark.
Va morir el 25 de juny de 1982 a la seva residència de Skedsmo, situada al comtat d'Akershus.

## Carrera esportiva
Als Campionats del Món d'esquí nòrdic aconseguí la medalla d'or en les edicions de 1934 i 1935 en combinada nòrdica, així com la medalla de plata en l'edició de 1935 en les proves de 4x10 km i 18 km d'esquí de fons. La victòria consecutiva de Hagen en combinada nòrdica en els Campionats del Món fou un fet insòlit que únicament es repetí l'any 1999 i 2001 quan el noruec Bjarte Engen Vik també ho feu.
Als Jocs Olímpics d'Hivern de 1936 realitzats a Garmisch-Partenkirchen (Alemanya) aconseguí la victòria en la prova de combinada nòrdica i el segon lloc en les proves d'esquí de fons de 18 km i relleus 4x10 km.
Al festival d'esquí de Holmenkollen va guanyar la combinada nòrdica tres vegades, el 1932, 1934 i 1935. El 1934 va guanyar la medalla de Holmenkollen pels seus èxits esportius.